# Сквер 40-летия Победы (Могилёв)

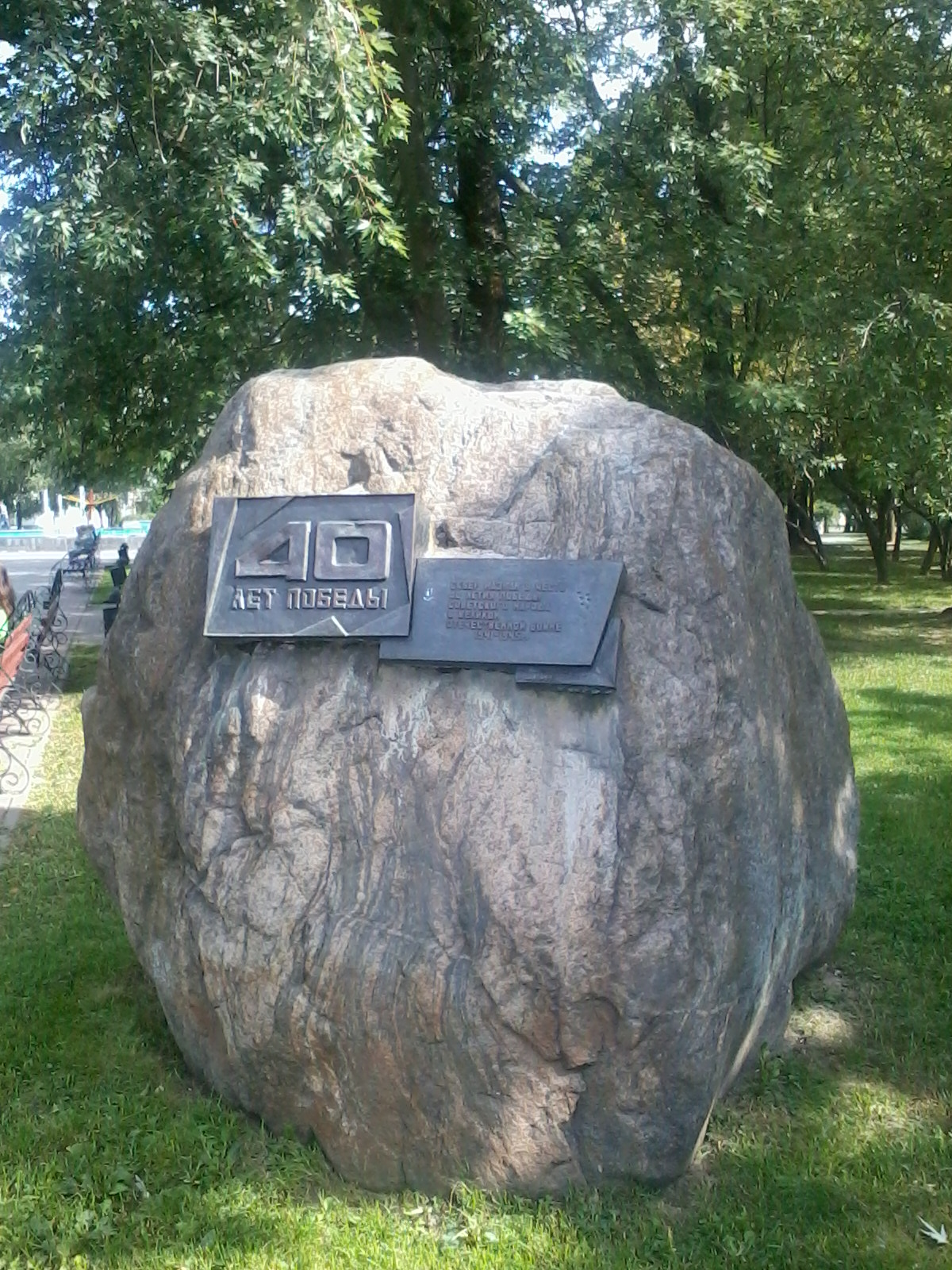
Памятный знак «40-лет Победы»

Сквер 40-летия Победы назван в 1985 году в честь 40-летия Победы советского народа над немецко-фашистскими захватчиками в Великой Отечественной войне. Расположен в центральной части Могилёва. Ограничен улицами Ленинской, Миронова, бульваром Ленина. Авторы проекта архитекторы М. Кабаева, А. Мельников. Трапециевидный в плане, площадью 1,44 га.

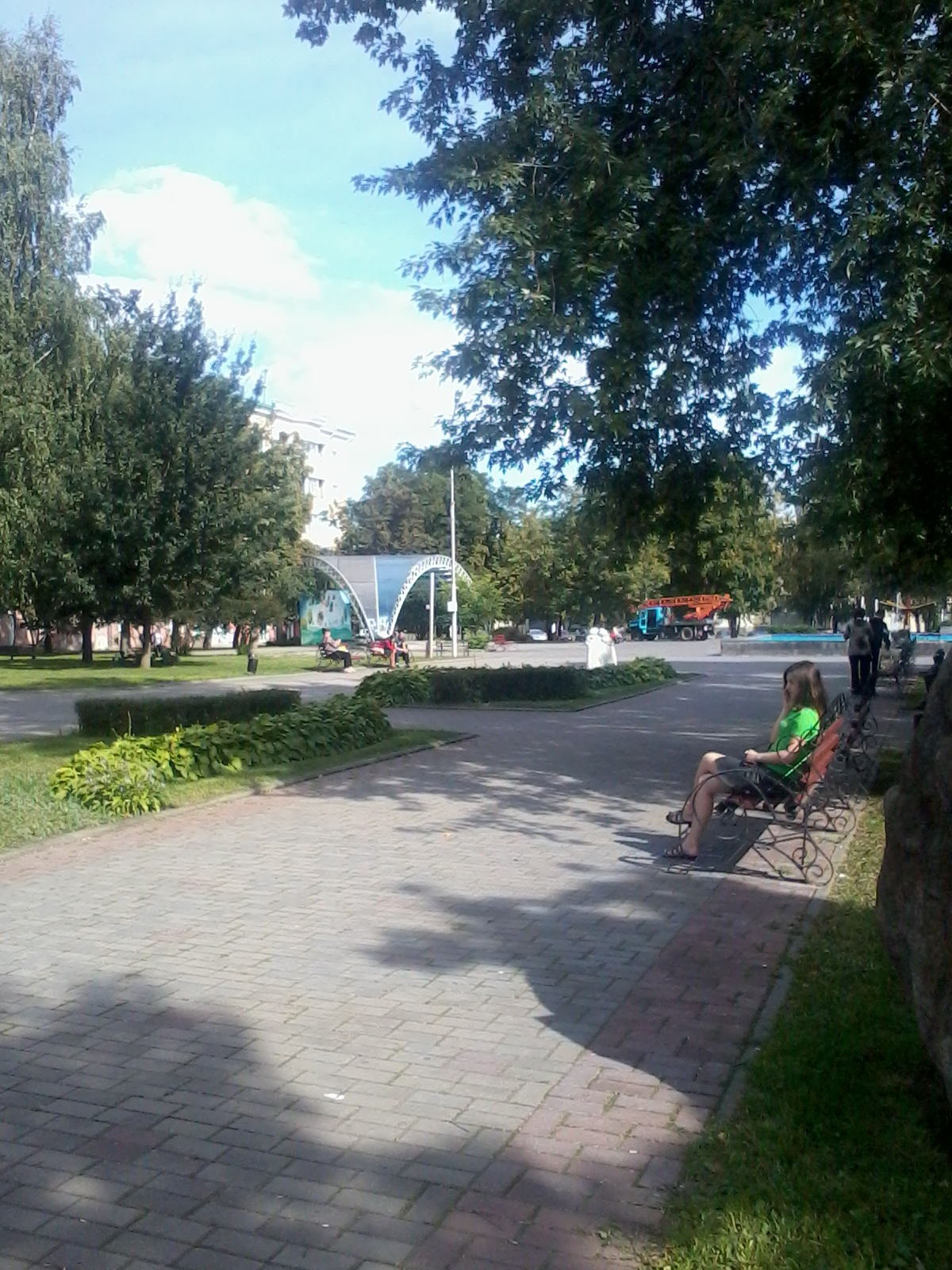
Сквер «40-летия Победы»

Среди посадок красный дуб, маньчжурский орех, плакучая ива, ель, магония, розы.
В центре сквера каскадный фонтан.